# Rodowo (województwo pomorskie)
Rodowo – wieś w Polsce w województwie pomorskim, w powiecie kwidzyńskim, w gminie Prabuty.
We wsi znajduje się zabytkowy kościół pw. św. Stanisława Kostki, zespół szkół i charakterystyczna wieża przekaźnikowa Telekomunikacji Polskiej.
W latach 1975–1998 miejscowość położona była w województwie elbląskim.

## Historia
Rodowo (niem. Gross Rohdau lub Rodau) powstało około 1285. Było wówczas własnością Ditricha Stange, którą otrzymał od biskupa pomezańskiego Henryka. Po śmierci Ditricha Stange Rodowo wskutek zamiany stało się ponownie własnością biskupią. Nie jest znany pierwszy przywilej lokacyjny wsi. W 1361 biskup pomezański Mikołaj lokował wieś na prawie chełmińskim na prośbę sołtysa Segeharda.
Rodowo zniszczyły wojny XV i XVI wieku oraz rozruchy ludności Prabut z 1455. W 1561 nowy przywilej lokacyjny dla Rodowa wystawił książę Albrecht Hohenzollern. W 1570 wieś stała się własnością radcy książęcego Wenzela Schack von Stangenberg. W rękach tej rodziny, która zmieniła nazwisko na Schack von Wittenau, wieś pozostawała przez 200 lat. Ostatni przedstawiciele rodu Schack von Wittenau, jsko obywatele Rzeczypospolitej, służyli w wojskach królewskich Stanisława Augusta Poniatowskiego na wysokich stanowiskach dowódczych.
W 1789 Rodowo było wsią szlachecką. Około 1890 powstała tutaj szkoła. W 1900 założono mleczarnię i Towarzystwo Mleczne. Od 1891 działało krótko Towarzystwo Gospodarcze. We wsi istniała sala katechetyczna oraz sala ludowa (Turnhalle).
Po II wojnie światowej wieś nazywano początkowo Rudawą. W 1947 przyjęto urzędową nazwę Rodowo.
W 2014 r. tutejsza szkoła podstawowa i gimnazjum przyjęły imię Kresowian oraz otrzymały sztandar.

## Parafia
Parafia katolicka powstała w Rodowie na początku XIV wieku. W 1414 kościół został spalony w czasie wojny głodowej. Jeszcze w XVIII wieku odprawiano msze po polsku. Kościół protestancki powstał z parafią w 1624. Nowy kościół (obecnie katolicki) wybudowano w 1754.
Do 1945 na XIX-wiecznym cmentarzu przykościelnym istniał pomnik poległych w I wojnie światowej. W latach 90. XX wieku proboszczem parafii Rodowo był ks. Waldemar Dylewski – autor kilku tomów opublikowanych kazań. Z inicjatywy ks. Waldemara Dylewskiego Beata Ewa Białecka namalowała do kościoła w Rodowie Drogę Krzyżową.

## Zabytki
Według rejestru zabytków NID na listę zabytków wpisany jest kościół filialny pw. św. Stanisława Kostki, XIV, 1624, 1754, XIX, nr rej.: A-463 z 17.11.1967.
Niewielka późnobarokowa świątynia z XVIII w. posiada smukłą wieżę. Wewnątrz znajduje się m.in. ambona z 1690 prawdopodobnie autorstwa Joachima Sebastiana Doebla. Obecnie badacze sklaniają się do przypisania autorstwa ambony niderlandzkiemu rzezbiarzowi Johannesowi Soffrensowi dzialajacemu w Elblągu. Na balustradzie chóru sygnatura pastora lub cieśli – G. Selcke (być może chodzi o rzeźbiarza Jana Henryka Selckie z Prabut, który działał w okresie budowy kościoła w XVIII w.).
Na cmentarzu lapidarium i głaz upamiętniający dawnych mieszkańców Rodowa – polską i niemiecką ludność wyznania ewangelicko-augsburskiego. Pochowano tu m.in.: pastora Paula Hallpaapa (1854–1925), jego syna Karla – żołnierza poległego w 1915 oraz miejscowego szlachcica – kapitana pruskiej kawalerii Augusta von Kolzenberga (1769–1846).

## "Pole Sztuk"
W 1990 mieszkaniec Rodowa – Ryszard Rabeszko (wieloletni prezes Zarządu Głównego Stowarzyszenia Twórców Ludowych) zorganizował we wsi plener malarsko-rzeźbiarski. Od 1993 plener prowadzi Wydział Rzeźby Akademii Sztuk Pięknych w Gdańsku pod nazwą Międzynarodowy Plener Malarsko-Rzeźbiarski „Pole Sztuk”.
Do 2025 odbyły się łącznie 34 plenery prowadzone przez artystę rzeźbiarza, prof. zw. dr. hab. Mariusza Białeckiego (ASP Gdańsk, mieszkańca Rodowa) i jego żonę – malarkę Beatę Ewę Białecką (absolwentkę ASP Kraków – uczennicę Jerzego Nowosielskiego). Uczestnikami pleneru było wielu artystów malarzy i rzeźbiarzy z wielu krajów, jak np. Martin Bornholm (Szwecja), Jan Tutaj (ASP Kraków), Jacek Kornacki (ASP Gdańsk), Jacek Zdybel (ASP Gdańsk), Mariusz Burdek, Tomasz Sobisz, Marcin Plichta, Katarzyna Jóźwiak- ASP Gdańsk, Benedykt Kroplewski, Stanisław Ciesielski, Ewa Golińska-Pisarkiewicz i Wiesław Żarczyński (Polska).
Od lat podczas plenerów „Pole Sztuk” Mirosław Pisarkiewicz pisze cykl opowiadań „Legendy Rodowa” publikowanych m.in. na łamach czasopisma "Gazeta Prabucka". Od 2016 roku krakowskie Wydawnictwo "Ridero" opublikowało siedem "papierowych" wydań zebranych "Legend Rodowa", a także e-book pod tym samym tytułem.
Rodowo z powodu działań artystycznych uzyskało nazwę „Wioski Cudów”. Posiada tutaj swoją pracownię rzeźbiarską prof. Mariusz Białecki – zrealizowano w niej m.in. pomnik konny Kazimierza Wielkiego dla Bydgoszczy, pomnik Adama Loreta dla Warszawy oraz konny posąg króla Kazimierza Jagiellończyka dla Malborka. Beata Ewa Białecka tworzy od lat w Rodowie swoje obrazy.
Podczas realizacji filmu „Król Olch” Volker Schlondorff zorganizował w Rodowie „poligon” dla statystów. Wieś i plener odwiedzał Jerzy Buzek. We wsi ustawiono wiele rzeźb Tomasza Skórki (ASP w Gdańsku).